# Canton Tower
Der Canton Tower (chinesisch 广州塔, Pinyin Guǎngzhōu tǎ, Jyutping Gwong2zau1 taap3, auch Guangzhou TV Astronomical and Sightseeing Tower 广州电视台天文及观光塔,  Guǎngzhōu Diànshìtái Tiānwén jí Guānguāngtǎ, Jyutping Gwong2zau1 Din6si6toi4 Tin1man4 kap6 Gun1gwong1taap3) ist ein Fernseh- und Aussichtsturm im chinesischen Guangzhou und mit 600 Metern das sechsthöchste Bauwerk der Welt. 
Die außergewöhnliche Architektur besteht aus einer hyperbolischen Struktur von zwei versetzt laufenden Ellipsen und wurde in einer Kooperation des niederländischen Architekturbüro Information Based Architecture (IBA) mit dem Londoner Ingenieurbüro Ove Arup & Partners Hong Kong Ltd (Aruba) entworfen.

## Geschichte

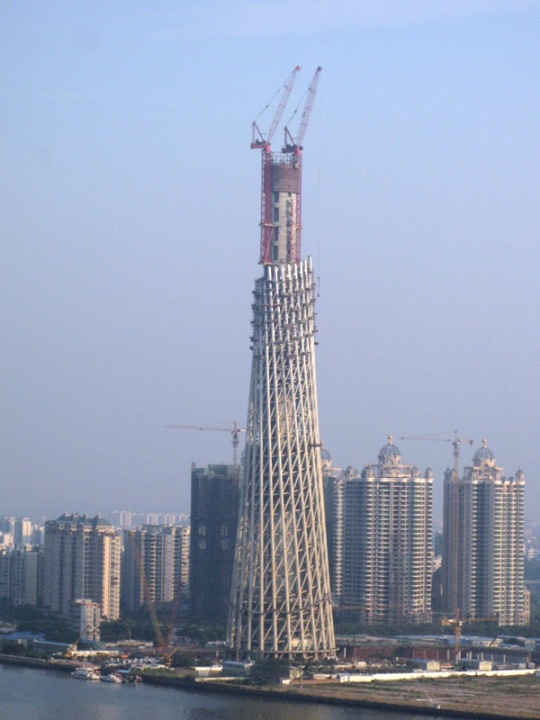
Der Turm während der Bauphase (November 2007)

Zwischen April und August 2004 fand eine internationale Ausschreibung zur Errichtung eines Fernseh- und Aussichtsturmes statt, den die Guangzhou Construction Investment & Development Co, Ltd, Guangzhou TV station ausgeschrieben hatte. Den Wettbewerb gewann die Arbeitsgemeinschaft IBA und Aruba, bestehend aus Mark Hemel und Barbara Kuit vom Architekturbüro Information Based Architecture (IBA) gemeinsam mit dem Ingenieurbüro Ove Arup & Partners Hong Kong Ltd (Aruba). Die Grundsteinlegung des Bauwerks fand am 23. November 2005 statt, bis Dezember 2006 dauerten die Arbeiten am Fundament an.
Ab Dezember 2006 wurde mit dem Aufbau der Stahlkonstruktion begonnen. Die Knoten und die Röhren wurden in einer Fabrik in Shanghai vorgefertigt und per LKW zur Baustelle gebracht. Nach Vormontage der Elemente am Turm mit Bolzen wurden die Verbindungen zusammengeschweißt und anschließend die Bolzen ausgebrannt. Nachdem die ersten sechs Ringe mit den Stützen bis zu dieser Höhe und den Rohren zusammengebaut waren, wurden die Stützen aus Gründen der Stabilität und Feuerschutz mit Beton gefüllt. Bis zu einer Höhe von 100 Meter wurde der Turm mit fünf Kränen errichtet. Danach wurden die drei außen angebrachten Kräne abgebaut und die Struktur und der Kern mit den zwei verbliebenen Kränen fertiggestellt. Alle Ringe weisen eine Neigung von 15 Grad auf. Der elliptische Betonkern hat eine kurze Diagonale von 15,6 und eine lange von 18,6 Meter.
Ursprünglich hätte der Turm in der südöstlichen City bereits im Spätsommer 2007 fertiggestellt sein sollen. Die Arbeiten am Betonkern des Turmschaftes wurden jedoch erst im August 2008 abgeschlossen. Das letzte Ringelement aus Stahl wurde am 23. November 2008 angebracht, womit der Turm seine Strukturhöhe von 459,2 Meter mit dem Aussichts- und Entertainmentdeck erreicht hatte. Die darauf aufgesetzte, anfangs rund 160 Meter hohe Spitze besteht aus vier grauen Mastsegmenten und einer ebenfalls mehrteiligen, dünnen und rot-weiß-rot angestrichenen Antenne mit 80 Meter Höhe. Die innerhalb des Mastes zusammenmontierte Antenne wurde am 5. Mai 2009 aus dem Mast herausgefahren, womit der Turm seine ursprüngliche Endhöhe von 610 Meter erreichte. Im Juli 2010 wurde jedoch das oberste Segment des Mastes direkt unterhalb der Funkantenne um 10 Meter eingezogen, sodass die Höhe des Canton Towers 600 Meter beträgt. Dies beruht darauf, dass nach offiziellen Angaben eine behördlich verordnete Höhenbegrenzung von 600 Meter festgelegt wurde, um die Luftraumsicherheit über Guangzhou zu gewährleisten.
Seitdem der Turm während der Errichtungszeit den CN Tower mit 553 Meter Höhe im kanadischen Toronto als höchsten Fernsehturm abgelöst hat, war er der höchste Fernsehturm der Welt sowie die zweithöchste freistehende Struktur der Welt. Den Rang des höchsten Fernsehturms verlor er bereits am 18. März 2011 an den Tokyo Sky Tree, welcher 634 Meter hoch ist. Seitdem ist er das fünfthöchste freistehende Bauwerk der Welt nach dem Burj Khalifa in Dubai (828 Meter), dem Tōkyō Sky Tree in Tokio (634 Meter), dem Shanghai Tower (632 Meter) in Shanghai und dem Mecca Royal Clock Tower Hotel in Mekka (601 Meter).
Die Inneneinrichtungen des Turms wurden bis zum Beginn der XVI. Asienspiele am 12. November 2010 fertiggestellt. Der Turm ist für bis zu 5 Millionen Besucher jährlich ausgelegt, erhofft werden 10.000 Besucher pro Tag. Die Baukosten werden mit 2,2 Milliarden Yuan, umgerechnet etwa 245 Millionen Euro, angegeben. Nach Angaben des Architekturbüros IBA erfolgte am 29. September 2010 die Eröffnungszeremonie und am Abend des 30. eine Lichtshow. Seit 1. Oktober ist der Turm für Publikumsverkehr geöffnet, wobei nun mit 12.000 Besuchern täglich gerechnet wird.

## Beschreibung

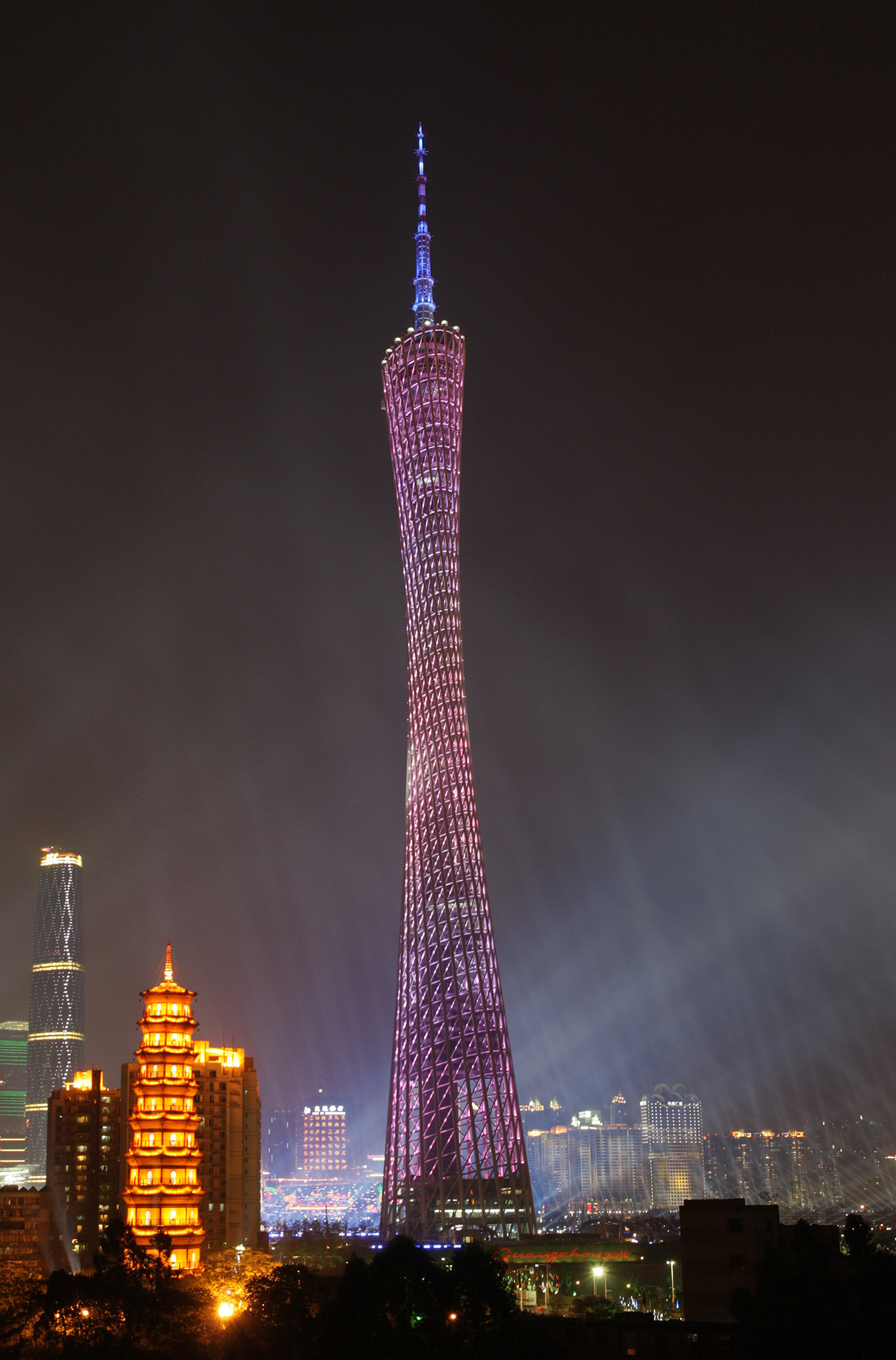
Der Canton Tower bei Nacht

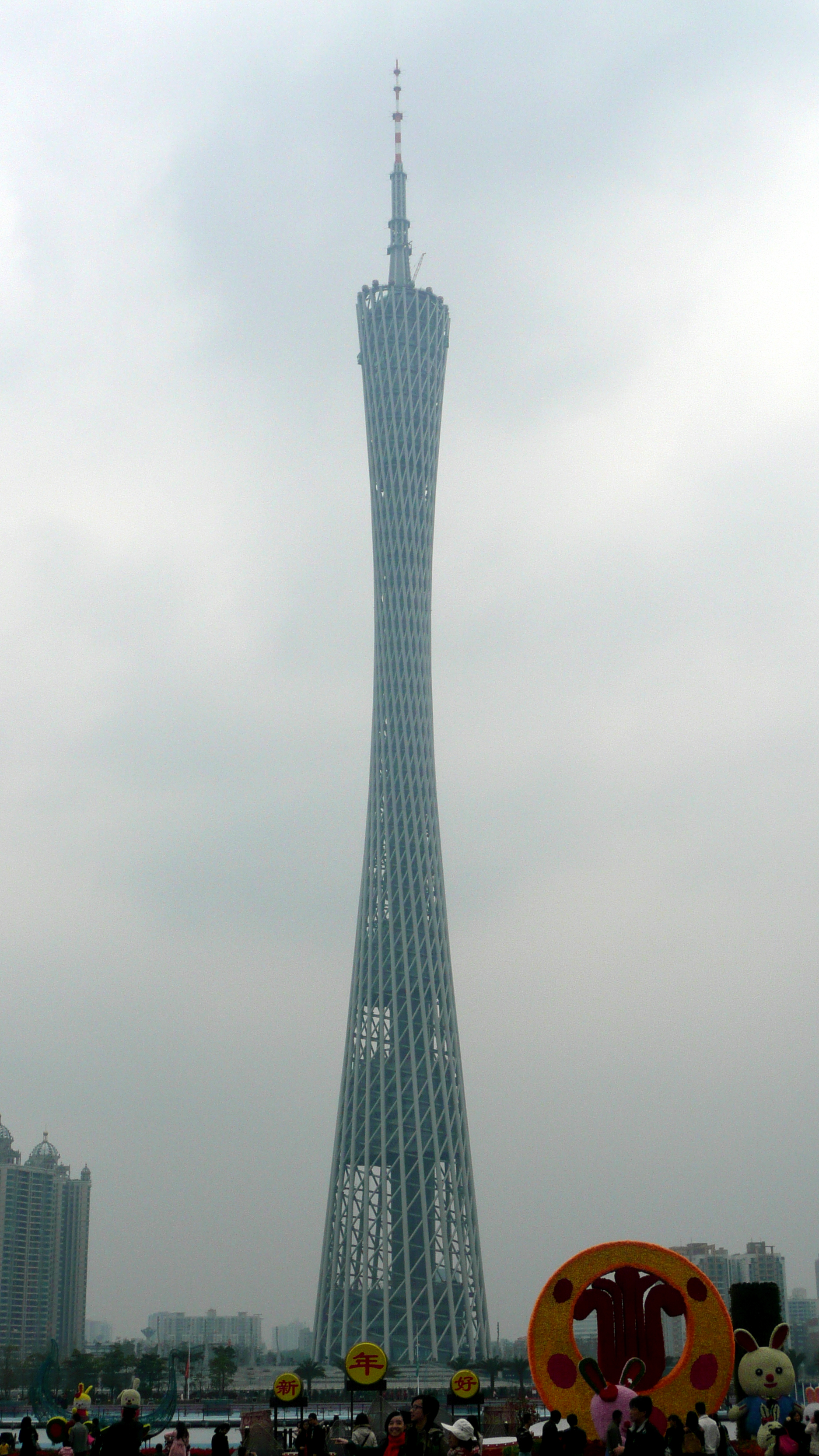
Blick vom Finanzzentrum aus

Der Canton Tower umfasst insgesamt 37 Ebenen über Grund und zwei Ebenen unterhalb der Nulllinie bis 10 Meter Tiefe. Untergebracht in den insgesamt 39 Ebenen sind, neben für einen Fernseh- und Aussichtsturm üblichen technischen Räumen und Aussichtsebenen, Ausstellungsräume, ein Konferenzzentrum, ein im Turm untergebrachtes Kino, Restaurants, Cafés, Teehäuser, Gartenebenen und weitere Vergnügungsangebote. In der untersten Ebene an der Basis im zweiten Untergeschoss befindet sich der technische Hauptbereich zur Versorgung des Turmes. Im ersten Untergeschoss befinden sich ein Museum, eine Halle mit gastronomischem Angebot, Andenkenläden, sowie ein Fußweg zum Nordufer des Flusses. Diese Ebene ist auch Aufschließungsebene mit einem Parkplatz für 600 Personenkraftfahrzeuge und Touristenbusse und der Anbindung an den öffentlichen Verkehr mit einer U-Bahn- und Busstation. Der zweite Eingangsbereich befindet sich auf ersten Ebene über Grund (Nullhöhe). Die vertikale Aufschließung des Bauwerks erfolgt mit Panorama-Aufzügen sowie mit Hochgeschwindigkeitsdoppeldeckeraufzügen, die auch beide Zugangsebenen bedienen.
Die gitterartige Struktur der Ringelemente formt den Turm in der Art einer in die Länge gestreckten Sanduhr mit mehreren Aussichtsplattformen, beginnend auf einer Höhe von 32,8 Meter. An die geschlossenen Plattformen sind vollverglaste Boxen mit einem Querschnitt eines auf die Spitze gestellten Dreiecks angebaut. Die höchste der Plattformen befindet sich in 459,2 Meter Höhe. Die Grundfläche dieser obersten offenen Aussichtsplattform ist eine Ellipse mit der Hauptachse 54 Meter und der Nebenachse 42 Meter. Diese Plattform ist in Form eines Hörsaals abgestuft angelegt. Auf dem zugehörigen höchsten 15 Grad geneigten Ring ist der Pod ride situiert, auf dem 16 kugelförmige, gläserne Aussichtskabinen von 3,2 Meter Höhe langsam entlangfahren, vergleichbar mit einem liegenden Riesenrad.
Weitere Aussichtsplattformen besitzt der Turm auf 32,8, 116, 168 Meter und 454 Meter Höhe. Auf mehreren Ebenen sind Gastronomiebereiche mit Restaurants, Cafés sowie Teehäusern eingerichtet. Auf den Ebenen in 417,6 und 428 Meter befinden sich zwei Drehrestaurants, auf 407,2 Metern Höhe gibt es ein „VIP-Restaurant“ für insgesamt 200 Personen mit zehn separierten Räumen, die getrennt gemietet werden können. Im als intermediate zone bezeichneten Bereich zwischen 80 und 170 Meter finden sich ein 4D-Kino, ein Spielhallenbereich, Restaurants, Cafés und Freiluft-Gärten mit Teehäusern. Zwischen den Plattformen in 170 und 350 Meter ist eine offene Treppe, Skywalk genannt, rund um den Betonkern angelegt.

## Hintergrund

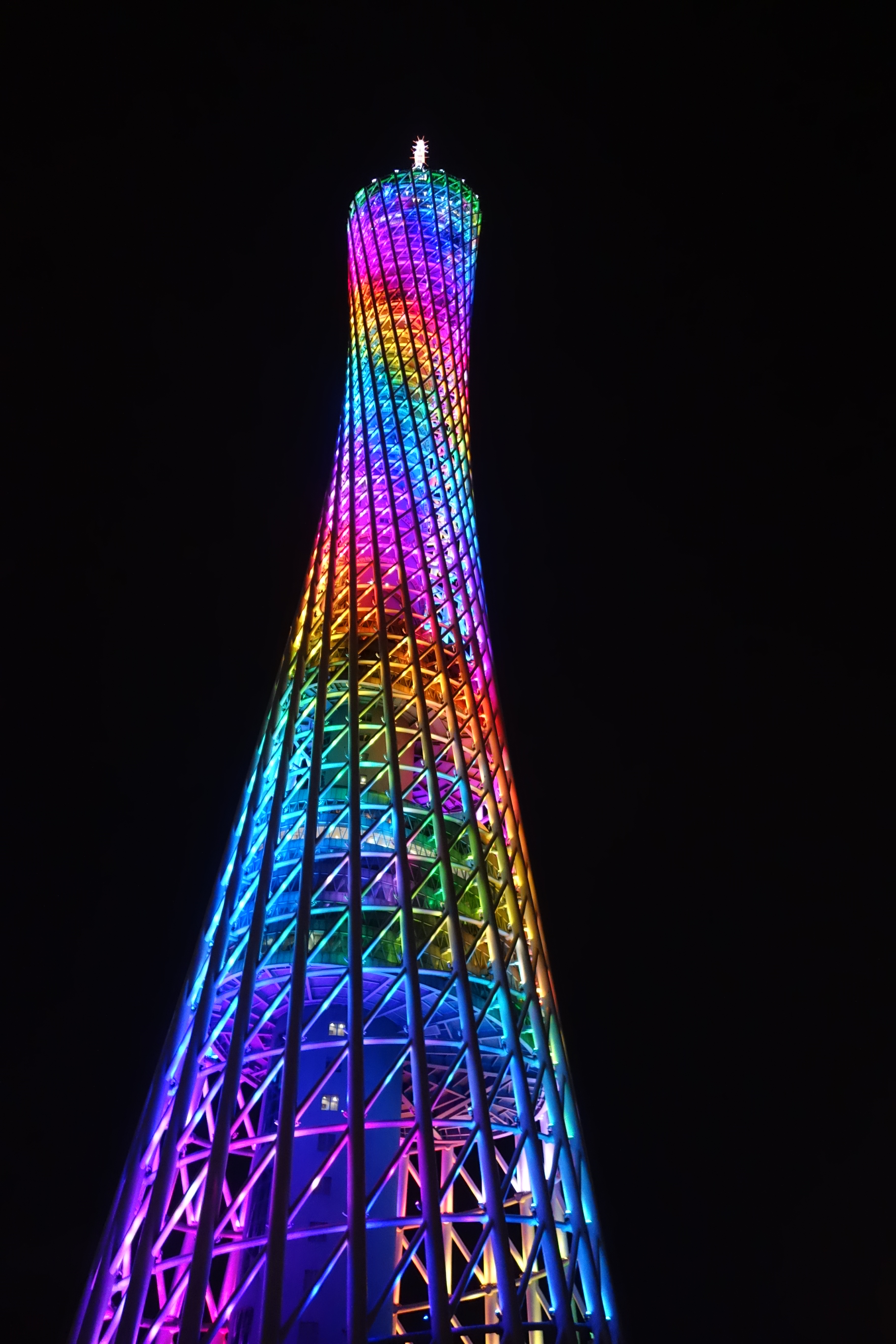
Canton Tower am Abend

Die beiden Architekten, Mark Hemel und Barbara Kuit, wollten eine neue Art eines Turms kreieren, der den bisherigen Türmen mit „männlichen Merkmalen“ eine „weibliche Form“, einen ‚Female Tower‘ entgegensetzt:

“Where most skyscrapers bear ‘male’ features; being introvert, strong, straight, rectangular, and based on repetition, we wanted to create a ‘female’ tower being complex, transparent, curvy and gracious.” “Our aim was to design a free-form tower with a rich and humanlike identity that would represent Guangzhou as a dynamic and exciting city. We therefore wanted it to be non-symmetrical so that the building would look as if ‘in movement’ and ‘alive’. The result is a tower like a ‘sexy female’, the very reason that earned her the nickname: ‘super-model’.”

Der Canton Tower als gedrehte hyperbolische Struktur entspricht dem russischen Reichspatent Nr. 1896, datiert mit 12. März 1899, des russischen Ingenieurs und Architekten Wladimir Schuchow. Von ihm wurde der im Delta des Dnepr (Ukraine) stehende Adschihol-Leuchtturm entworfen, dem der Canton Tower ähnlich ist.